# سوزان تنبل (فیلم)
سوزان تنبل (به انگلیسی: Lazy Susan) فیلمی محصول سال ۲۰۲۰ و به کارگردانی نیک پیت است. در این فیلم بازیگرانی همچون شان هایس، الیسون جنی، دارلین هانت، متیو برودریک، مارگو مارتیندال، جیم رش، اسکیپ سودات، متی کاردارپل و ماریا شرایور ایفای نقش کرده‌اند.